# Johann Woyssel
Johann Woyssel (Johannes Woyssel Wratislaviensis) (* 1544; † 1586) war ein kaiserlicher Arzt.
Sein gleichnamiger Vater (belegt ca. 1541–1560) war Apotheker, der in Breslau den botanischen Garten gründete. Wie aus Conrad Gessners Horti Germaniae von 1560 hervorgeht, gründete sein Vater Johann Woyssel in der damaligen Russischen Straße, Breslau, seinen botanischen Garten; möglicherweise den ersten in Deutschland. Dieser erlangte jedoch nicht die Bekanntheit wie der später 1587 von Lorenz Scholz von Rosenau gegründete.
Johann Crato von Krafftheim verlieh ihm einen Wappenbrief, datiert Wien 1. Mai 1569, (Medaille auf den Breslauer Arzt Woyssel, in: Schlesiens Vorzeit in Bild und Schrift NF 5, 1909, S. 253)
Vom Juni 1570 bis Ende Juni 1571 amtierte er in Padua zuerst als Prokurator, danach als Konsiliar der deutschen Artistennation.
Sein Bruder Sigismund († 1607), war Breslauer Stadtarzt.